# Epicypta couasi
Epicypta couasi är en tvåvingeart som beskrevs av Lane 1954. Epicypta couasi ingår i släktet Epicypta och familjen svampmyggor. Inga underarter finns listade i Catalogue of Life.